# Flixel
Flixel est une bibliothèque Flash libre, qui permet de créer des jeux vidéo 2D. Elle a été écrite depuis le travail d'Adam Saltsman (alias Adam Atomic) sur les jeux Gravity Hook, Fathom, et Canabalt. Son développement commence en mars 2008, et une première version est publiée en juin 2009, sous licence MIT,.

## Fonctionnalités
Flixel inclut des fonctionnalités basiques communes à de nombreux moteurs de jeu ou autres bibliothèques de jeu.
- Afficher des milliers d'objets en mouvement
- Collisions basiques entre objets
- Grouper des objets pour plus de simplicité
- Facilement générer et émettre des particules
- Créer des niveaux de jeu en utilisant des tilemaps
- Affichage de texte
- Sauvegardes de jeu
- Scrolling
- Entrées clavier et souris
- Utilitaires de mathématiques et de couleur

Flixel inclut également de nouvelles fonctionnalités "avancées".
- Enregistrer et rejouer des replays
- Puissant débogueur interactif
- Système de caméra pour écran scindé
- Pathfinding et suivi
- Object recycling facile[3]